# 弥勒寺 (墨田区)
弥勒寺（みろくじ）は、東京都墨田区立川にある真言宗豊山派の寺院。山号は万徳山。院号は聖宝院。本尊は薬師如来で、「川上薬師」とも呼ばれる。江戸時代には新義真言宗の触頭寺院であり寺領100石の朱印状を与えられ、関東四か寺の一寺として格の高い寺院であった。そして、江戸十二薬師のひとつとしても知られていた。

## 歴史
弥勒寺は「万徳山聖宝院」と号し、真言宗豊山派の寺院である。本寺は京都の醍醐寺三宝院で、のちに根来寺（和歌山県）の末寺となった。
この寺は、1610年（慶長15年）宥鑁（ゆうばん）が徳川家康から江戸の小石川鷹匠町（現在の文京区小石川三丁目）に寺地を下賜されて建立した寺である。それから日本橋馬喰町を経て、1689年（元禄2年）2月に当地へ移転した。
当初弥勒菩薩を本尊としたことから寺号を弥勒寺と号したが、8代の清長のときに徳川光圀から薬師如来像を寄進されたことからこれを本尊とした。江戸時代には新義真言宗の触頭寺院であり寺領100石の朱印状を与えられ、関東四か寺の一寺として格の高い寺院であった。
本尊の薬師如来は行基の作という言い伝えがあり、「川上薬師」という別名がある。『文政寺社書上』という史料によれば、もともと常陸国（水戸藩領）の寺院にあったという。この寺院は水戸光圀によって寺領が没収され、その際にこの像を那珂川に流した。しかしこの像は川上に流れたため、光圀はこの像を信仰するようになった。そして川上薬師として祀られた。弥勒寺は江戸十二薬師のひとつとしても知られ、本所界隈では元徳稲荷・徳山稲荷（とくのやまいなり）と並んで縁日には賑わいを見せた。
弥勒寺は御府内八十八箇所の46番札所でもある。塔頭として、徳上院、法樹院、正福院、宝珠院、正覚院、竜光院の各寺院があった。そのうち、徳上院、法樹院、竜光院は独立の寺院として現存している。

## 境内と文化財

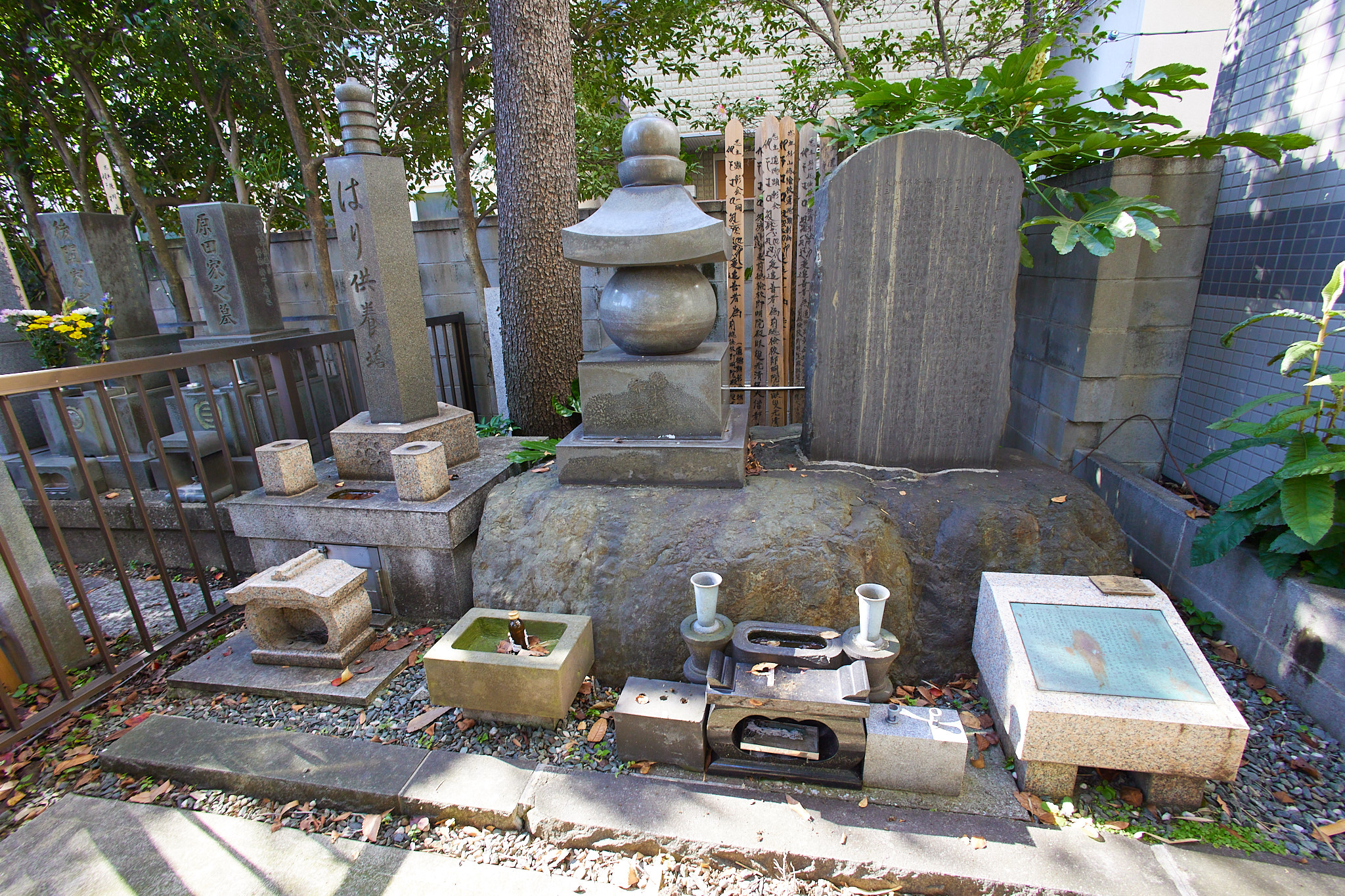
杉山検校墓（2021年11月）

- 杉山和一（杉山検校）墓：杉山和一は伊勢の生まれで鍼灸師として知られる[4][6]。江戸幕府第5代将軍徳川綱吉に鍼灸師として仕え、その病を治したことで綱吉の信頼を得た[4][6]。和一は1694年（元禄7年）に85歳で没し、墓所は弥勒寺と江の島の2か所に造られた[4][6][7]。弥勒寺の墓所は1924年（大正13年）に東京市史蹟に指定され、同年には東宮御成婚に際して和一に正五位が贈られた[6]。墓の形はかつて笠塔婆であったが戦火によって破損し、1960年（昭和35年）に五輪塔に替えられた[7]。のちに東京都指定旧跡となっている[4][7]。1978年（昭和53年）4月、隣に鍼供養碑が建立された[8]。
- 戦災殉難慰霊観音尊像：1967年（昭和42年）3月の建立[4]。日展会員の彫刻家、片岡静観の作である[4]。太平洋戦争による数多くの殉難者の慰霊のために建てられ、付近で亡くなった3500柱の遺骨が納められている[4]。
- 筆塚：昭和期の書家、相沢春洋[9]を偲ぶ碑で、表面に「筆」の一字を刻んでいる[7]。相沢はかつて弥勒寺の境内で書道を教えていた経緯があり、その縁で彼の命日にあたる毎年11月23日には「筆供養」が行われている[10]。

## 交通アクセス
- 所在地
  - 東京都墨田区立川1-4-13[1][5]
- 交通
  - 都営新宿線菊川駅より徒歩8分[1]